# Hôtel Poirier de Beauvais
L'hôtel Poirier de Beauvais est un hôtel particulier situé à Chinon. 

## Historique
Les façades et toitures sont inscrites au titre des monuments historiques depuis le 9 mars 1979.